# Торф'яно-болотні ліси Малайського півострова
Торф'яно-болотні ліси Малайського півострова (ідентифікатор WWF: IM0145) — індомалайський екорегіон тропічних та субтропічних вологих широколистяних лісів, розташований на Малайському півострові.

## Географія
Екорегіон торф'яно-болотних лісів Малайського півострова охоплює кілька низинних ділянок, розташованих у прибережних районах на заході і сході Малайського півострова. Торф'яно-болотні ліси регіону, що зустрічаються у цих погано дренованих низовинах, формувалися протягом століть. Річковий осад та органічне сміття затримувалася мангровими заростями у прибережних районах, осідаючи на сульфідній морській глині або річкових алювіальних наносах та поступово створюючи шар заболоченого, кислого ґрунту. Поганий дренаж та стояча, мілководна вода створюють безкисневі умови, які сповільнюють розкладання органічної речовини та призводять до накопичення шару торфу завтовшки від 50 см до 20 м. Оскільки опале листя та інші органічні речовини накопичуються в ґрунті, але не розкладаються, ґрунти регіону бідні на поживні речовини. Вода в цих місцевостях чорна через таніни та інші алкалоїди, які вимиваються з листя, та кисла (від 2,9 до 4,5 pH). Загалом ліси екорегіону менш різноманітні, ніж навколишні дощові ліси Малайського півострова, однак вони є домом для багатьох тварин, що перебувають під загрозою зникнення.

## Клімат
В межах екорегіону домінує вологий екваторіальний клімат (Af за класифікацією кліматів Кеппена). Середня температура тут коливається від 25 °C до 32 °C. З жовтня по березень північно-східний мусон приносить дощі на східну частину Малайського півострова, а з квітня по серпень більш потужний південно-західний мусон зволожує західну частину Малакки. Загалом середньорічна кількість опадів в екорегіоні перевищує 2000 мм.

## Флора
Рослинний покрив екорегіону представлений торф'яно-болотними лісами, подібними до тих, що зустрічаються на Суматрі та Калімантані. Дерева, що переважають в них, вирізняються характерними пристосуваннями, такими як повітряні корені або пневматофори, які дозволяють їм дихати у безкисневому мілководді, подібно до мангрових дерев. 
Серед поширених в екорегіоні дерев слід відзначити блискучий південний самшит (Austrobuxus nitidus), напівкруглолисте молочне дерево (Blumeodendron subrotundifolium), мітлисту бхесу (Bhesa paniculata), вушкоподібну кампносперму (Campnosperma auriculatum), хурму Мейнгея (Diospyros maingayi), кілястий дуріан (Durio carinatus), малаккську компассію (Koompassia malaccensis), велику ліцею (Litsea grandis), велетенський мускатник (Myristica gigantea), сизу маасію (Maasia glauca), твердолисту поліальтію (Polyalthia sclerophylla), плоскоплідну шорею (Shorea platycarpa), шорею Тейсманна (Shorea teysmanniana), багнову шорею (Shorea uliginosa) та завитий тичинкохвіст (Stemonurus scorpioides). Більшість з цих видів також поширені у навколишніх дощових лісах. 
Деякі дерева, зокрема банканські раміни (Gonystylus bancanus), сизі макаранги (Macaranga pruinosa), шкірясті кампносперми (Campnosperma coriaceum), токбрайські дерева (Blumeodendron tokbrai), отруйні паратокарпуси (Parartocarpus venenosa), червоні іксори (Ixora coccinea) та шоломові птернандри (Pternandra galeata), зазвичай обмежені торф'яно-болотними лісами. Серед інших дерев, що зустрічаються в екорегіоні, слід відзначити червону сургучну пальму (Cyrtostachys renda), що має попит як декоративна рослина, а також темноплідний пандан (Pandanus atrocarpus). На берегах річок ростуть різні види фікусів-душителів (Ficus spp.), плоди яких поїдають різноманітні птахи, ссавці і навіть риби. На порушених ділянках лісу зустрічаються чисті насадження сизої макаранги (Macaranga pruinosa) та деревоподібного кратоксилума (Cratoxylum arborescens).

## Фауна
В лісах регіону зустрічаються такі рідкісні великі ссавці, як індійські слони (Elephas maximus indicus), малайські тигри (Panthera tigris jacksoni), димчасті пантери (Neofelis nebulosa) та чепрачні тапіри (Tapirus indicus). Ці тварини перебувають під загрозою зникнення внаслідок знищення природного середовища, а їх популяція за останнє століття значно скоротилася. Серед дрібних хижих ссавців, поширених в екорегіоні, слід відзначити суматранського кота (Prionailurus planiceps), суматранську видру (Lutra sumatrana), гладкошерсту видру (Lutrogale perspicillata), азійську видру (Aonyx cinereus) та бінтуронга (Arctictis binturong), серед мавп — макаку-крабоїда (Macaca fascicularis), сріблястого лутунга (Trachypithecus cristatus) та білоногого сурілі (Presbytis siamensis), а серед інших ссавців — індійського замбара (Rusa unicolor), індійського мунтжака (Muntiacus muntjak), великого оленька (Tragulus napu) та малого оленька (Tragulus kanchil). Раніше в лісах регіону також зустрічалися суматранські носороги (Dicerorhinus sumatrensis), однак останній малайський представник цього виду помер у 2019 році.
Орнітофауна екорегіону є менш різноманітною, ніж орнітофауна навколишніх дощових лісів, і включає близько 200 видів. Характерними представниками екорегіону є великі орлани-рибалки (Icthyophaga ichthyaetus) та малазійські пугачі-рибоїди (Ketupa ketupu). Серед інших птахів, поширених в регіоні, слід відзначити індійську чирянку-крихітку (Nettapus coromandelianus), коричневого вінаго (Treron fulvicollis), яванського марабу (Leptoptilos javanicus), азійського лапчастонога (Heliopais personatus), серендака (Loriculus galgulus), чорну сороку (Platysmurus leucopterus), золотоокого бюльбюля (Ixodia erythropthalmos), чорноголову синчівку (Macronus ptilosus) та рудощокого кравчика (Orthotomus ruficeps)

## Збереження
Більше половини лісів екорегіону було знищено або значно деградувала. Основною загрозою для збереження природи регіону є подальша вирубка лісів, пов'язана з розвитком сільського господарства, зокрема з розширенням кокосових та олійних плантацій, а також видобування корисних копалин, збір каучуку та осушення боліт, яке призводить до того, що на торф'яниках часто спалахують пожежі. Оцінка 2017 року показала, що 142 км², або 4 % екорегіону, є заповідними територіями. Великі природоохоронні території в екорегіоні відсутні.